# Luther-rózsa

A Luther-rózsa az evangélikus egyház jelképe

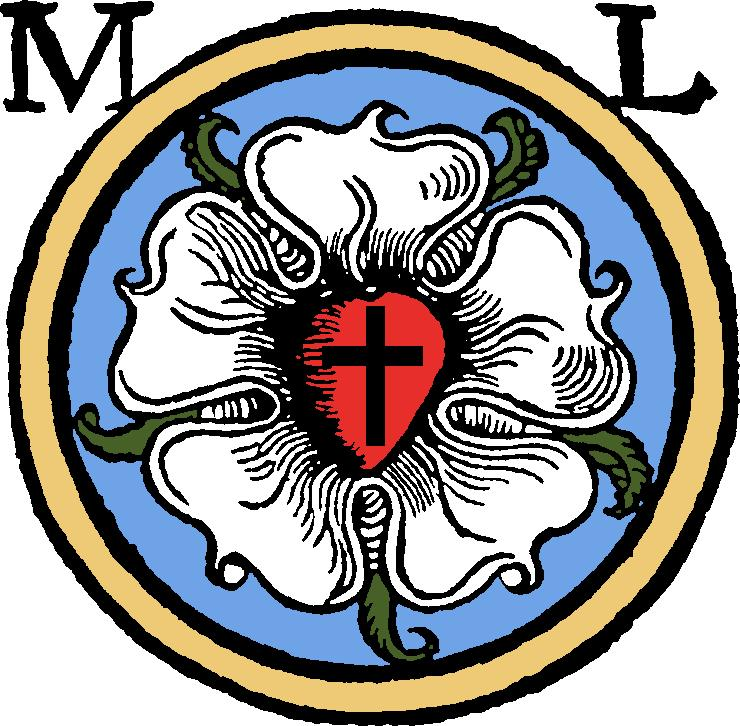

A Luther-rózsa (németül Lutherrose) az evangélikus egyház jelképe, eredetileg Luther Márton személyes jele volt, egy történet szerint felesége, Bóra Katalin hímezte neki meglepetésként. Vitairatait, okmányait és leveleit Luther ezzel hitelesítette. Az eredeti rózsa valamivel egyszerűbb volt a mai Luther-rózsánál, egy ötszirmú rózsa közepén szív volt látható, abban egy kereszt, és köriratként: VIVIT (latinul: él, Krisztus feltámadására utalva). A ma is ismert változat ennek az alapján készült 1530-ban. Magyarországon széles körben használják felekezeti jelképként az evangélikus gyülekezetek, szervezetek, intézmények. Számos evangélikus templomon is látható.
A jelkép szimbolikájáról így írt Luther 1530. július 8-án Lazarus Spenglernek:
„Minthogy tudni szeretnétek, hogy pecsétem jól sikerült-e, elmondom, milyen gondolatokat akartam pecsétnyomómon, teológiám ismertetőjegyén, megmintázni. Benne kellett lennie elsősorban a keresztnek: Fekete kereszt a szívben, amelynek természetes színűnek (piros szív) kellene lennie, hogy állandóan emlékeztessen a Megfeszítettbe vetett hit boldogító hatalmára, mert akkor leszünk igaz emberek, ha szívből hiszünk. Ez a kereszt fekete ugyan, megöl és fájdalmat okoz, de meghagyja a szívet eredeti színében, nem semmisíti meg a természetet, hanem életben tartja… Az ilyen szív fehér rózsán pihen. Azt jelenti ez, hogy a hit örömöt, vigasztalást és békességet terem, tehát viruló fehér rózsákon vezérel bennünket. Nem úgy adja a békét és örömöt, mint a világ! Ezért kell fehérnek és nem pirosnak lennie a rózsának. Mert a fehér a lelkek és az angyalok színe. Ez a rózsa égszínkék mezőben virul, mert az ilyen lelki és hitbéli öröm az eljövendő öröm előhírnöke már most a hitben élve és reménységben hordozva. De még nem az igazi öröm. Ezt a mezőt aranygyűrű veszi körül. Az ilyen boldogság ugyanis örökké tart a mennyben, nincs vége, drágább minden örömnél és vagyonnál, ahogyan az arany a legnemesebb és legdrágább ásvány.”
A Luther-rózsa jelentését magyarázó kis versikék:
„Kinek szívében Krisztus keresztje,
Annak tövisek közt is rózsás lesz élete,
Reá kéklőn mosolyog az ég,
És Krisztus szeretete aranyozza be életét.”
„Rózsákon jár Krisztus híve,
Ha keresztet hordoz szíve.”
„Teljes az öröme a szívnek a kereszt által.”
A helyi evangélikus gyülekezeteket szimbolizálva több magyarországi település címerében is szerepel a Luther-rózsa. (Többek között:Bezi, Dunaegyháza, Kajárpéc, Kemeneshőgyész, Kötcse, Lulla, Malomsok, Mende, Mórichida, Nagydém, Nagygyimót, Sobor, Tényő, Vadosfa; valamint az erdélyi Hétfalu)

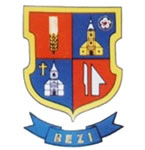
Bezi címere
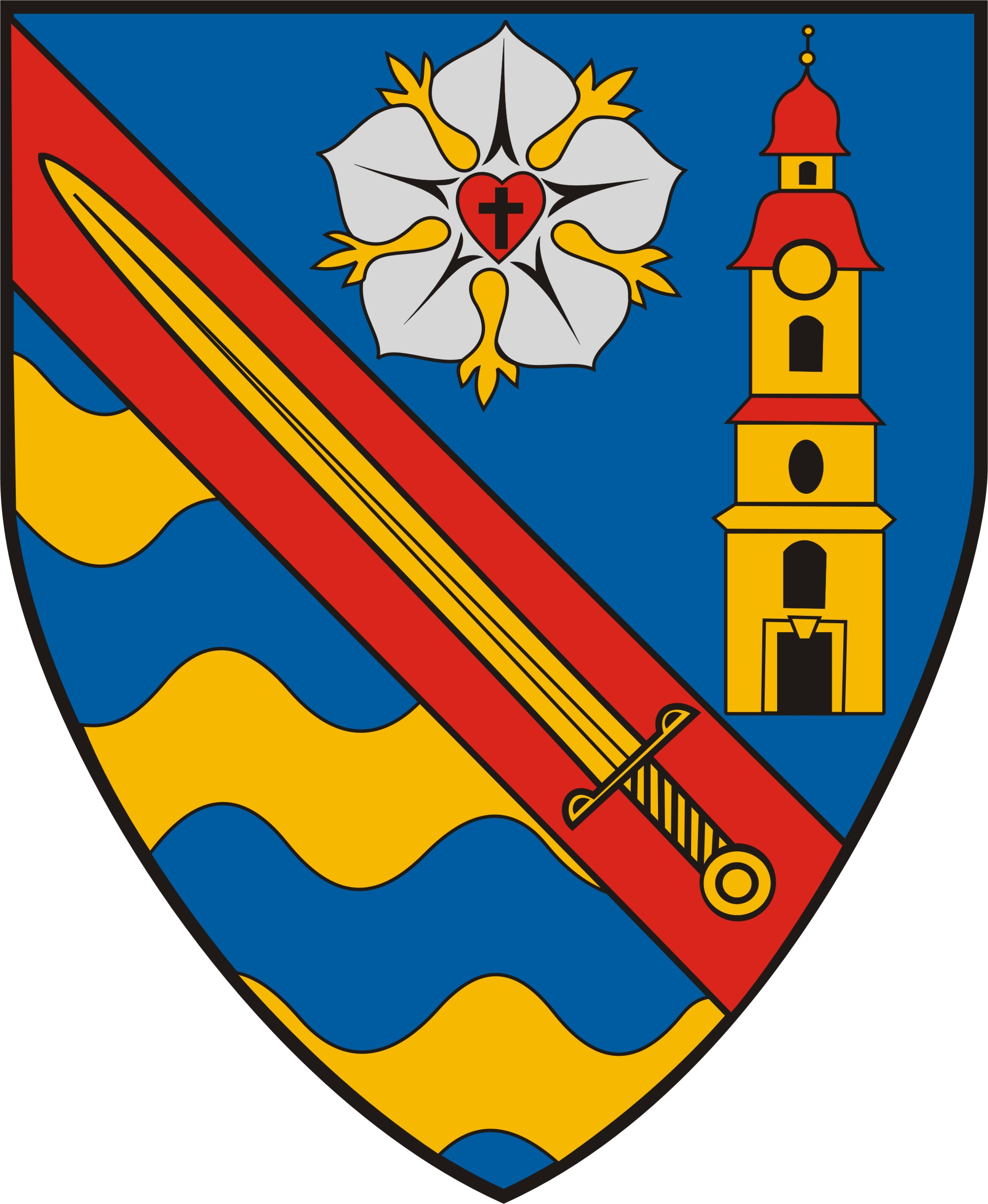
Dunaegyháza címere
Kajárpéc címere
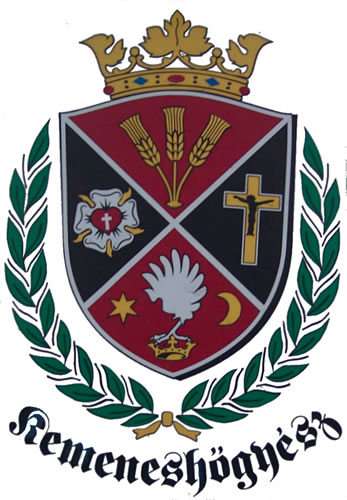
Kemeneshőgyész címere
Kötcse címere
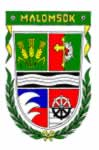
Malomsok címere - félbevágott Luther-rózsával
Mende címere
Mórichida címere
Nagydém címere
Sobor címere - félbevágott Luther-rózsával
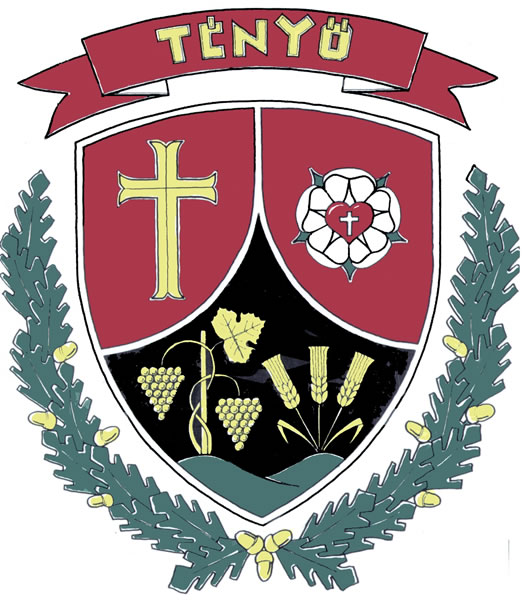
Tényő címere
Vadosfa címere